# Approaching the Unknown
Approaching the Unknown (bra: A Caminho do Desconhecido) é um filme norte americano de ficção científica e drama lançado em 2016 e dirigido por Mark Elijah Rosenberg em sua estreia na direção. Estrela Mark Strong no papel principal do Capitão William Stranaforth, a primeira pessoa numa missão solo à Marte. Luke Wilson e Saana Lathan também aparecem em papéis secundários. Foi lançado dia 3 de junho de 2016 pela Paramount Pictures e Vertical Entertainment.

## Elenco
- Mark Strong como o Capitão William D. Stanaforth, o astronauta aventurando-se à Marte.
- Luke Wilson como Louis Skinner (Skinny)
- Sanaa Lathan como Capitã Emily Maddox
- Charles Baker como Capitão Frank Worsely
- Anders Danielsen Lie como Greenstreet

## Lançamento
Em abril de 2016, Paramount Pictures e Vertical Entertainment adquiriram os direitos de distribuição do filme. O filme foi lançado em 3 de junho de 2016.

## Recepção
O filme foi recebido com resenhas variadas dos críticos. Tem um nível de aprovação crítica de 45% no agregador de resenhas Rotten Tomatoes com uma Média aritmética ponderada de 5/10 baseada em 20 resenhas. Também tem uma pontuação de 53 de 100 no Metacritic, indicando 13 críticas, indicando "resenhas ou médias variadas".
Apesar das reação variadas, a performance do Strong foi louvada, com Ben Kenigsberg do The New York Times dizendo: "Se Approaching the Unknown não é inteiramente satisfatório, Sr. Strong atinge o máximo com sua representação do desenrolar de um homem que acredita que a sobrevivência é uma matéria de engenharia."